# Chrysops liaoningensis
Chrysops liaoningensis är en tvåvingeart som beskrevs av Xu och Chen 1977. Chrysops liaoningensis ingår i släktet Chrysops och familjen bromsar. Inga underarter finns listade i Catalogue of Life.